# Nokia Lumia 630
Le Lumia 630 est un téléphone mobile de type smartphone conçu par Microsoft et fonctionnant sous le système d'exploitation Windows Phone 8.1.
Il suit et remplace, en 2014, le Nokia Lumia 625, dans le milieu de la gamme Lumia.
Cette version est équipée de la technologie Gorilla Glass 3 ainsi que de deux emplacements pour carte SIM.

## Variantes
Le Lumia 635 est une variante du Lumia 630 ne disposant que d'un seul emplacement SIM, mais profitant de la 4G. 
Une autre variante, nommée Lumia 638, a été rendue disponible par un opérateur Chinois alliant le double-SIM et la 4G. Ce smartphone n'est pas commercialisé en Europe.
Le 2 mars 2015 Microsoft a présenté son successeur, le Microsoft Lumia 640, avec l'amélioration de 1280 × 720 HD affichage, 1 Go de Mémoire vive, appareil photo 8 Mpx avec 1080p l'enregistrement vidéo et LED flash, caméra frontale pour selfies et videconference, 2 500 mAh batterie, Office 365, Microsoft Outlook et Windows 10 évolutif.